# Mersch
Mersch (luxembourgsk: Miersch) er en kommune og et byområde i storhertugdømmet Luxembourg. Kommunen, som har et areal på 49,74 km², ligger i kantonen Mersch i distriktet Luxembourg. I 2005 havde kommunen 7.286 indbyggere.
49°45′N 6°06′Ø / 49.75°N 6.1°Ø